# Karakaj
Karakaj (cyr. Каракај) – wieś w Bośni i Hercegowinie, w Republice Serbskiej, w mieście Zvornik. W 2013 roku liczyła 2731 mieszkańców.